# گابرلین
گابرلین (به لهستانی:  Gabryelin) یک روستا در لهستان است که در گمینا پراژموو واقع شده‌است.
 گابرلین  ۸۲۰ نفر جمعیت دارد.